# 천성중학교
천성중학교(天聖中學校)는 대한민국 충청남도 천안시 동남구 유량동에 있는 사립 중학교이다.

## 학교 연혁
- 1966년 4월 1일 : 학교법인 천일학원 설립인가
- 1966년 11월 17일 : 천성중학교 6학급 인가
- 1967년 3월 3일 : 개교 및 초대 박준구 교장 취임
- 1973년 1월 3일 : 학칙 변경 15학급 인가
- 1996년 6월 26일 : 유량동 교사 신축 이전
- 2007년 11월 1일 : 학칙변경 24학급 인가
- 2018년 4월 21일 : 제4대 성백길 천일학원 이사장 취임
- 2022년 3월 1일 : 제20대 박철우 교장 취임
- 2024년 2월 5일 : 제55회 졸업식(146명) (총 12,365명)

## 참고 자료
- 천성중학교 - 한국교육학술정보원 학교알리미